# John Seaton Robinson

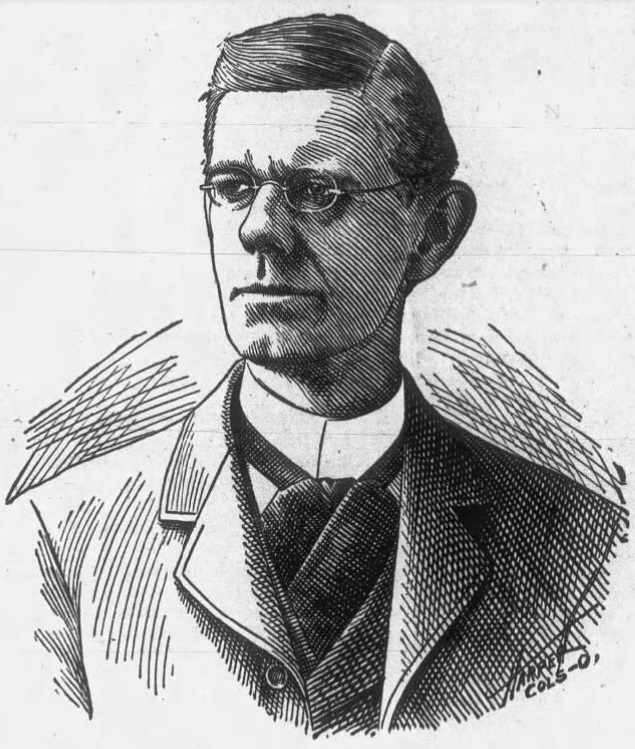
John Seaton Robinson (1902)

John Seaton Robinson (* 4. Mai 1856 in Wheeling, Virginia; † 25. Mai 1903 in Madison, Nebraska) war ein US-amerikanischer Politiker. Zwischen 1899 und 1903 vertrat er den dritten Wahlbezirk des Bundesstaates Nebraska im US-Repräsentantenhaus.

## Werdegang
John Robinson wurde 1856 in Wheeling geboren, das damals noch zu Virginia gehörte und heute Teil von West Virginia ist. Er besuchte die öffentlichen Schulen seiner Heimat und studierte anschließend Jura. Nach seiner im Jahr 1880 erfolgten Zulassung als Rechtsanwalt begann er in Madison in diesem Beruf zu arbeiten. Zwischen 1886 und 1888 und nochmals von 1890 bis 1892 war er Bezirksstaatsanwalt im Madison County. Danach war er zwischen 1893 und 1895 Richter im neunten juristischen Bezirk von Nebraska.
Robinson war Mitglied der Demokratischen Partei und wurde als deren Kandidat 1898 in das US-Repräsentantenhaus gewählt. Dort löste er am 4. März 1899 Samuel Maxwell ab. Nach einer Wiederwahl im Jahr 1900 konnte er bis zum 3. März 1903 im Kongress verbleiben. Bei den Kongresswahlen des Jahres 1902 war er aber dem Republikaner John Jay McCarthy unterlegen.
John Robinson starb nur wenige Monate nach seinem Ausscheiden aus dem Kongress am 25. Mai 1903.